# Baskovščina
Baskovski jezik  (bask. euskara) je predindoevropski jezik, ki se govori na območju, kjer zgodovinsko prebiva starodavno baskovsko ljudstvo. Območje, znano tudi pod imenom Baskovske dežele (bask. Euskal Herria), se razteza na območju jugozahodne Francije in severovzhodne Španije. Jeziki, sorodni baskovskemu, so bili v preteklosti domnevno razširjeni na veliko večjem območju.
Prvo obsežno tiskano delo v baskovščini je prevod Biblije iz 16. stoletja. V času Francovega režima so jezik preganjali, knjige v baskovščini pa zažigali. Šele po letu 1960 se je jezik ponovno uveljavil, najprej v lokalni katoliški cerkvi in na radiu. Po letu 1979 se je baskovščina pričela poučevati v šolskih ustanovah vseh stopenj, leta 1980 pa je postala ob španščini uradni jezik v Baskovski avtonomni skupnosti (Euskadi). Status uradnega jezika ima tudi v severni in zahodni Navarri. Danes naj bi imel jezik med 700.000 in milijon govorcev, od tega okoli 80.000 v Franciji, med 50.000 in 65.000 v Navari, ostali pa v Baskiji.
Baskovščina je se deli v številna narečja. Knjižna norma se je začela uveljavljati šele proti koncu 19. stoletja, ko je baskovščino, zlasti v industrijskih področij osrednje pokrajine Biskaje, že začela izpodrivati španščina. Dokončno je bila raba jezika kodificirana šele leta 1968, ko je nastala t. i. »poenotena baskovščina« (euskara batua), ki se od osemdesetih let naprej poučuje v šolah v Baskiji in Navari.
Baskovščina je izoliran jezik. Zaradi njenega neindoevropskega izvora so se v preteklosti pojavljali številni poskusi, da bi jo povezali z različnimi jeziki in jezikovnimi skupinami. Poleg nekaterih nestrokovnih primerjav so jo jezikoslovci povezovali predvsem s kavkaškimi jeziki, s katerimi ima skupne nekatere tipološke značilnosti, in z antičnim iberskim jezikom, ki sicer izpričuje določene površinske podobnosti z baskovščino, a zanesljivi dokazi o izvorni sorodnosti niso bili ugotovljeni. Edini zanesljivi sorodnik baskovščine je antični akvitanski jezik, ki je izpričan v obliki imen in besed v latinskih napisih iz jugozahodne Francije.
V zgodnjem srednjem veku je baskovski jezik močno vplival na besedišče in fonetične značilnosti kastiljskega jezika, ki se je oblikoval na ozkem območju vzdolž meje z baskovskim govornim področjem.
Baskovščina tipološko spada med aglutinacijske in ergativne jezike. Sklanjanje samostalnikov je razmeroma enostavno, zelo zapletena pa je spregatev glagolov. Besedišče vsebuje izjemno malo korenov. Zelo veliko je prevzetih besed iz romanskih jezikov, zlasti za abstraktne pojme (npr. bake, »mir«, iz lat. pace(m); gerra, »vojna«, iz špa. guerra; sikatea, »suša«, iz. lat. siccitas).

## Primer
| Gure Aita (Oče naš, verzija v knjižnem jeziku) Gure Aita, zeruetan zarena: santu izan bedi zure izena, etor bedi zure erreinua, egin bedi zure nahia, zeruan bezala lurrean ere. Emaiguzu gaur egun hontako ogia; barkatu gure zorrak, guk ere gure zordunei barkatzen diegun ezkero; eta ez gu tentaldira eraman, baina atera gaitzazu gaitzetik. | Gure aita (Oče naš, verzija v biskajskem narečju (Bilbao)) Gure aita, zeruetan zarana: santu izan bedi zure izena, etor bedi zure erreiñua, egin bedi zure naia, zeruan bezela lurrean bere. Emoiguzu gaur egun ontako ogia. Parkatu gure zorrak, geuk bere gure zordunai parkatzen dautsegun ezkero; eta ez gu tentaldira eroan baiña atara gagizuz gatxetik. |